# Onkyo

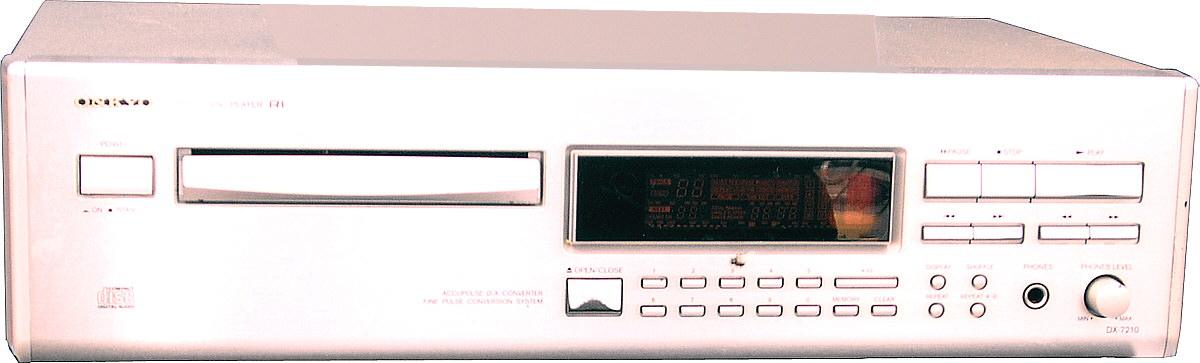
CD-програвач від Onkyo.

Onkyo (яп. オンキヨー株式会社) — японська компанія-виробник електроніки, що спеціалізується на випуску та продажу аудіотехніки та систем домашніх кінотеатрів. У перекладі з японської Onkyo означає «гармонія звучання». Сьогодні компанія складається з трьох підрозділів: безпосередньо Onkyo, Integra і Integra Research. Нинішній голова японської компанії — Наото Отзукі (Naoto Othsuki).

## Історія Onkyo
17 вересня 1946 року з'являється компанія Osaka Denki Onkyo, займається дослідженням і розробкою звукознімаючої техніки, а також стійок для акустичної апаратури. У тому ж році створюється і філія фірми, Osaka Denki Onkyo KK: вона починає випускати диски і тонарми для записуючих програвачів вінілів. У 1946 компанія знайомить споживачів зі своїм першим продуктом — звукознімачем CP-100, який коштував 300 єн, що було досить дорого на ті часи: проте його стали купувати, навіть з урахуванням скромного середнього доходу японців у 500 єн.
У 1948 році стартує виробництво дифузорів за безпресовим методом. В подальшому запускається фабрика Onkyo, всі потужності якої зосереджено на виготовленні матеріалу діафрагм.
1950 — в продаж надходять Hi-Fi стереопрогравач Onkyo OP-670 4-Speed і акустичні системи ED-100. Через 5 років, в 1955, починається виробництво Onkyo OS-88, перших радіопідсилювачів від цього виробника.
У 1956, разом з випуском стійок для коаксіальної акустики, фірма анонсує наступні свої інновації: акустичну систему з пластиковим конусом і вихід першого універсального ресивера.
В 1958 запускаються відділи Onkyo з виробництва рупорних колонок MD-47.
1960-ті починаються випуском MX-8P — перших акустичних систем з Motional Feedback, тобто, з інтегрованим зворотним зв'язком. Обсяги виробництва  — понад 100 000 одиниць щомісяця. При цьому японський виробник запускає виготовлення stereoAnlagen.
У 1963 світ побачила стереосистема Onkyo ST-400DL, що володіє широкими функціональними можливостями. А ще через три роки, в 1966, в продаж надходить ST-55.
Випуск в 1968 році багатоканальної стереосистеми MC2200 викликав в Японії справжній ажіотаж довкола домашньої техніки такого типу. Через два роки компанія вийшла на ринок з підсилювачем Integra A725.

В 1983 році випущено акустичну систему Onkyo M-2000.
В 2021 році на виставці CES була представлена нова лінійка AV-ресиверів 2021 року: Onkyo TX-NR5100, Onkyo TX-NR6100, Onkyo TX-NR7100 и Onkyo TX-RZ50. Самою бюджетною моделлю буде TX-NR5100, тоді як TX-RZ50 повинен обслуговувати High-End сегмент і навіть має сертифікат Imax Enhanced.
13 травня 2022 року компанія Onkyo оголосила про банкрутство. Компанія подала позов до окружного суду Осаки з загальними зобов'язаннями близько 3,1 млрд. ієн (24 млн. доларів).

## Банкрутство
Перша ознака того, що все не райдужно, з’явилася в 2019 році, коли Onkyo спробувала та не змогла продати свій аудіобізнес Sound United, власнику Denon і Marantz, за 73 мільйони доларів США. Згодом компанія намагалася продовжувати вести бізнес у менших масштабах, але не змогла зупинити погіршення проблем із грошовими потоками.
У вересні компанія продала свій основний домашній AV-бізнес компанії Sharp і американській компанії Voxx International, а свій бізнес навушників і навушників - інвестиційному фонду. Бренд Onkyo буде жити в спільному підприємстві Sharp і Voxx.
13 травня 2022 року компанія Onkyo оголосила про банкрутство. Компанія подала позов до окружного суду Осаки із загальними зобов'язаннями близько 3,1 млрд. ієн (24 мільйони доларів).
Спільне підприємство між Sharp і Premium Audio Company придбало бренди Onkyo і Integra, включаючи всю інтелектуальну власність компанії. Підприємство також взяло на себе відповідальність за розробку продукту, розробку, продажі, маркетинг і дистрибуцію всього бізнесу домашніх розваг Onkyo.
Пол Джейкобс, президент і генеральний директор Premium Audio Company, сказав: «Попит на продукти Onkyo та Integra був дуже високим, і ми очікуємо, що він посилиться в найближчі роки. Ми дуже тісно співпрацюємо з Sharp, щоб збільшити виробництво, і значно розширили наш бізнес після завершення придбання».